# Freycinetia ciliaris
Freycinetia ciliaris är en enhjärtbladig växtart som beskrevs av Ugolino Martelli. Freycinetia ciliaris ingår i släktet Freycinetia och familjen Pandanaceae. Inga underarter finns listade.